# Vittorino da Feltre

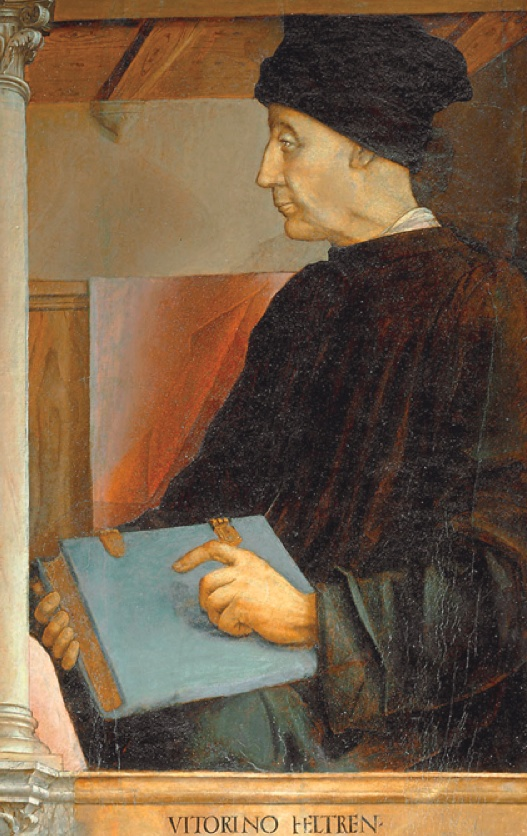
Hier sitzt Vittorio da Feltre mit einer kleinen 'foccia' auf dem Kopf und einem schmalen 'becchetto' (Umhang).

Vittorino da Feltre (* 1378 in Feltre; † 2. Februar 1446 in Mantua) war ein italienischer Renaissance-Humanist und Lehrer. Er war der berühmteste Lehrer seiner Zeit. Sein eigentlicher Name war Vittorino Ramboldini.

## Leben

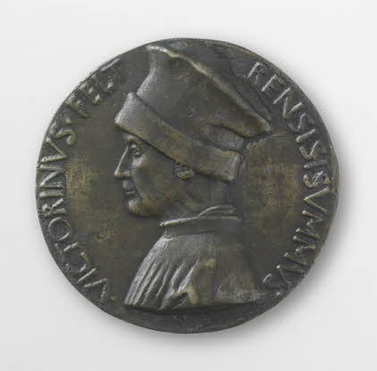
Darstellung auf einer Medaille

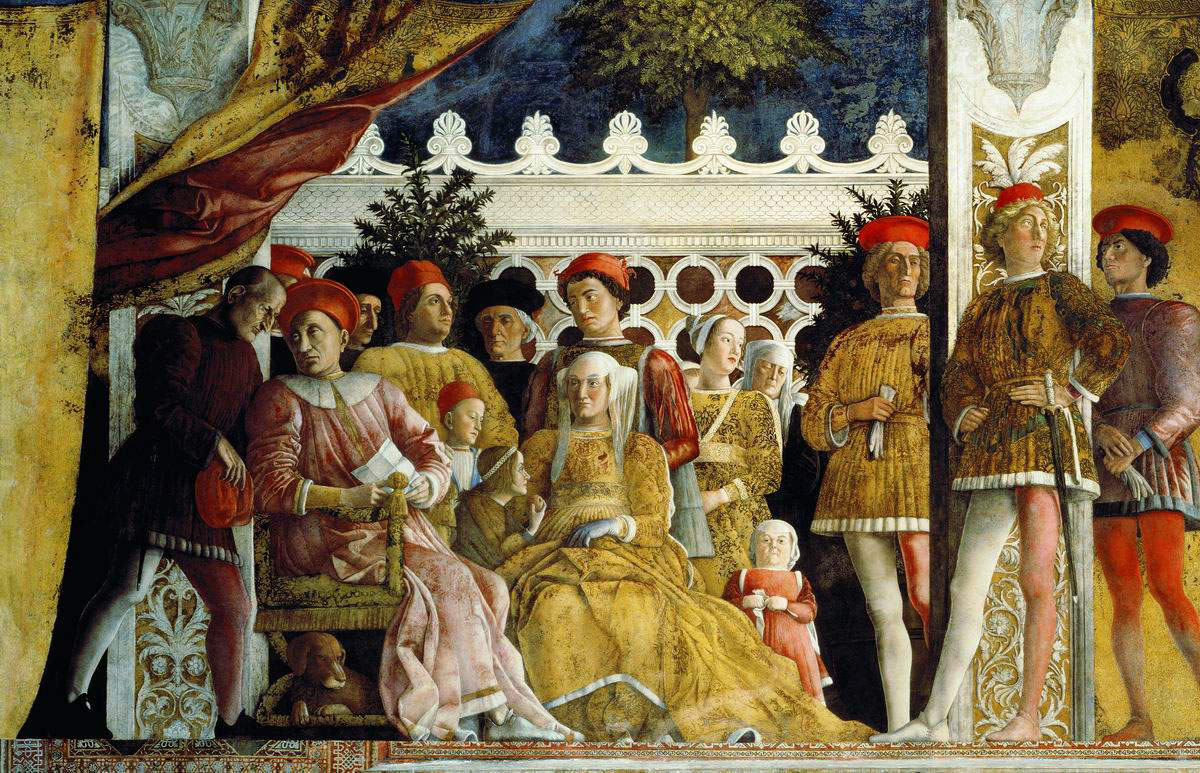
Im Hintergrund Vittorino da Feltre im Kreise des Hofstaates der Gonzaga in Mantua, um 1474.

Vittorino da Feltre studierte an der Universität Padua unter Gasparino Barzizza und lehrte dort später auch. 1415 lernte er 18 Monate Griechisch an der von Guarino da Verona gegründeten Schule in Venedig, den er im Gegenzug im Lateinischen unterrichtete. Sie verließen Venedig wegen des Ausbruches der Pest und gingen nach Padua. 1423 wurde er von Gianfrancesco I. Gonzaga, Graf und später Markgraf von Mantua, gebeten, dessen Kinder zu unterrichten. In Mantua gründete da Feltre eine Schule, an der er die Kinder des Markgrafen und Kinder anderer prominenter Familien zusammen mit armen Schülern unterrichtete. Zunächst unterrichtete er die drei Söhne Gianfrancesco I. Gonzagas, Luigi III., Carlo,  Gianlucido, die zwischen drei und neun Jahre alt waren, später die 1425 geborene Cecilia, den 1427 geborenen Alessandro und die 1439 geborene Margherita. Unter seinen Schülern waren auch Federico da Montefeltro und Gregorio Correr. Die größten Gelehrten der Zeit wie Guarino da Verona, Poggio Bracciolini und Francesco Filelfo schickten ihre Kinder in seine Schule. 1441 kam Theodoros Gazes, um Griechisch zu lehren und seine Lateinkenntnisse weiterzuentwickeln. Die Schule „La Giocosa“ (Haus der Freude) war in einem Palast in der Landschaft des Mincio nordöstlich der Stadt untergebracht. Vittorino da Feltre lehrte in Mantua bis zu seinem Tod. Im Bild von Mantegna im Herzogpalast zu Mantua wurde er in der 'Camera degli sposi' im schwarzen Gewand bildlich festgehalten und damit geehrt. Ausführliche Schilderungen über die Art seines Unterrichts finden sich bei der Lebensbeschreibung seines Zeitgenossen Vespasiano da Bisticci von 1483 und lobt dessen Tugendhaftigkeit.
Die von ihm und Guarino da Verona gegründeten Schulen bildeten im Renaissance-Humanismus das Bildungsideal durch ihre Konzentration auf Wissenschaft, Geschichte, Geographie, Musik und körperliche Übungen. Sie beeinflussten die Pädagogik und dienten bis ins 18. Jahrhundert als Schulmodell.